# ميخائيل ياروسلافيتش خوروبريت
ميخائيل ياروسلافيتش خوروبريت (الشجاع) هو ابن الأمير ياروسلاف.الأمير المعظم في فلاديمير (عام 1248) وأمير موسكو(1246-1248).
ولد في مدينة بيرسلافل-زالسكي.بعض الأسفار التاريخية ترجع تاريخ ملاده إلى سنة 1229.
وسلمه عمه سفياتوسلاف عام 1248 زمام السلطة في موسكو
عقب اغتيال ياروسلاف فسيفولودوفيتش في قراقورم تولى سفياتوسلاف عرش فلاديمير طبقا لحق الوراثة.لكنه طُرد في عام 1248 من جانب ميخائيل ياروسلافيتش وهكذا تربع ميخائيل على عرش فلاديمير.
توفي عام 1248 في معركة نهر بروتفا مع الجيش الليتواني.